# گل‌خورک پیرس
گل‌خورک پیرس (نام علمی: Periophthalmus novemradiatus) نام یک گونه از سرده گل‌خورک‌ماهی است.